# Internationaler Hilde-Zadek-Gesangswettbewerb
Der Internationale Hilde-Zadek-Gesangswettbewerb ist ein alle zwei Jahre in Wien stattfindender internationaler Gesangswettbewerb für junge Sänger mit besonderem Schwerpunkt auf zeitgenössischer Musik. Der Bewerb wurde 1999 ins Leben gerufen und ist nach Hilde Zadek benannt. Vergeben wird er von der 1997 von Maria Venuti gegründeten Hildegard-Zadek-Stiftung zur Förderung hochbegabter Sängerinnen und Sänger, seit 2002 in Zusammenarbeit mit der Universität für Musik und darstellende Kunst Wien.

## Der Preis
Teilnahmeberechtigt sind Sänger aller Stimmlagen im Alter von bis zu 32 Jahren. Eingereicht werden müssen zwölf Stücke aus mindestens drei der vier Epochen Barock, Klassik, Romantik und Moderne in den Sprachen Deutsch, Italienisch sowie einer dritten, frei wählbaren Sprache. Vier Stücke müssen der Moderne (ab 1970) entstammen, vier Lieder und vier Arien müssen aus Opern oder Oratorien gewählt werden, davon eine Mozartarie und ein Lied oder eine Arie aus der 2. Wiener Schule (Schönberg, Berg oder Webern).
Der Wettbewerb wird in drei Durchgängen durchgeführt, das Finalistenkonzert fand 2015 im Gläsernen Saal des Wiener Musikvereines statt.
Als Jurymitglieder fungierten neben Hilde Zadek unter anderem auch Christa Ludwig, Brigitte Fassbaender, Charles Spencer, Christian Meyer, Adrianne Pieczonka und Walter Kobéra.
Der erste Preis war 2015 mit 10.000 Euro dotiert, der zweite Preis mit 7.000 Euro und der dritte Preis mit 3.000 Euro. Neben weiteren monetären Sonderpreisen wurden auch Konzertauftritte vergeben, etwa an der Kammeroper Wien, der Neuen Oper Wien, am Arnold Schönberg Center oder am Staatstheater Karlsruhe sowie Meisterkurse, etwa bei Hilde Zadek oder Christa Ludwig.
2013 haben sich 62 Kandidaten aus 19 verschiedenen Ländern zum Bewerb angemeldet. 2015 waren es 69 Teilnehmer aus 24 verschiedenen Ländern, wobei davon sieben mit je drei Stücken zum Finale zugelassen waren.

## Preisträger (Auswahl)
- 2003:
  - 1. Preis: Tina Scherer, Sopran (Deutschland)
  - 2. Preis: Daniel Johannsen, Tenor (Österreich)
  - 3. Preis: Martin Achrainer, Bariton (Österreich)[7]
- 2005:
  - 1. Preis: Eva Maria Riedl, Mezzosopran (Österreich)
  - 2. Preis: Taylan Memioglu, Tenor (Türkei)
  - 3. Preis: Anja-Nina Bahrmann, Sopran (Deutschland)[8]
- 2007:
  - 1. Preis: Jesse Blumberg, Bariton (USA)
  - 2. Preis: Betsy Horne, Mezzosopran (USA)
  - 3. Preis: Amira Elmadfa, Mezzosopran (Deutschland)[9]
- 2009:
  - 1. Preis: Peter Mazalán, Bariton (Slowakei)
  - 2. Preis: Yuan-Ming Song, Sopran (China)
  - 3. Preis: Monika Bohinec, Mezzosopran (Slowenien)[10]
- 2011:
  - 1. Preis: Ileana Mateescu, Mezzosopran (Rumänien)
  - 2. Preis: Eung Kwang Lee, Bariton (Korea)
  - 3. Preis: Christina Bock, Mezzosopran (Deutschland); Zachariah Kariithi, Bariton (Kenia)[11][12]
- 2013:
  - 1. Preis: Gan-ya Ben-gur Akselrod, Sopran (Israel)
  - 2. Preis: Natalia Kawałek-Plewniak, Mezzosopranist (Polen)
  - 3. Preis: Eunkyoung Lim, Südkorea
  - Bosporus Preis und Sonderpreis Schönberg Center: Wolfgang Resch, Bariton (Österreich)[5][13]
- 2015:
  - 1. Preis: Raehann Bryce-Davis, Mezzosopran (USA)
  - 2. Preis: Ruth Jenkins-Robertsson, Sopran (Großbritannien)
  - 3. Preis: Tobias Greenhalgh, Bariton (USA); Tamara Ivanis, Sopran (Kroatien)[4][14]

Preisträger 2015
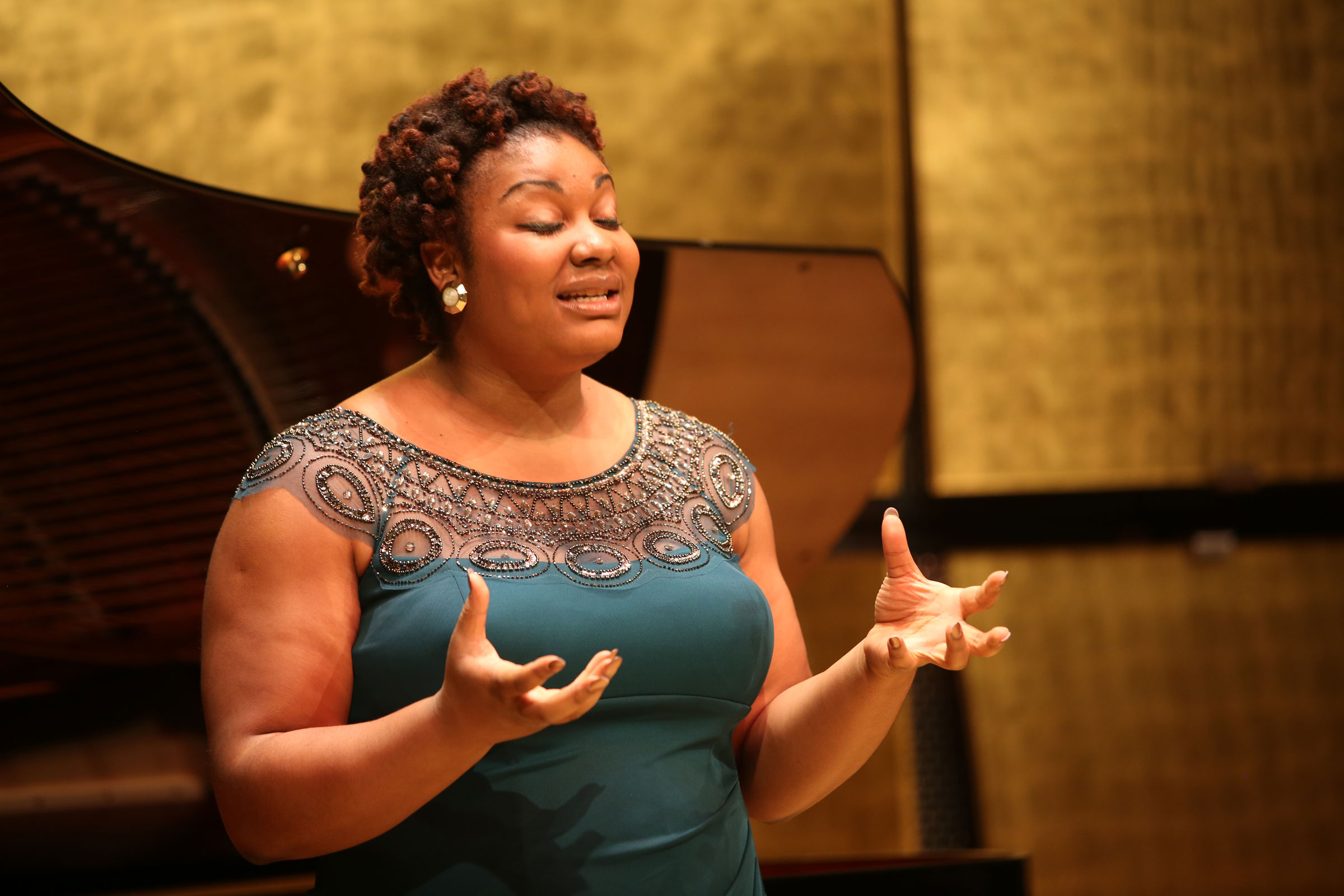
2015 – 1. Preis: Raehann Bryce-Davis, Mezzosopran (USA)
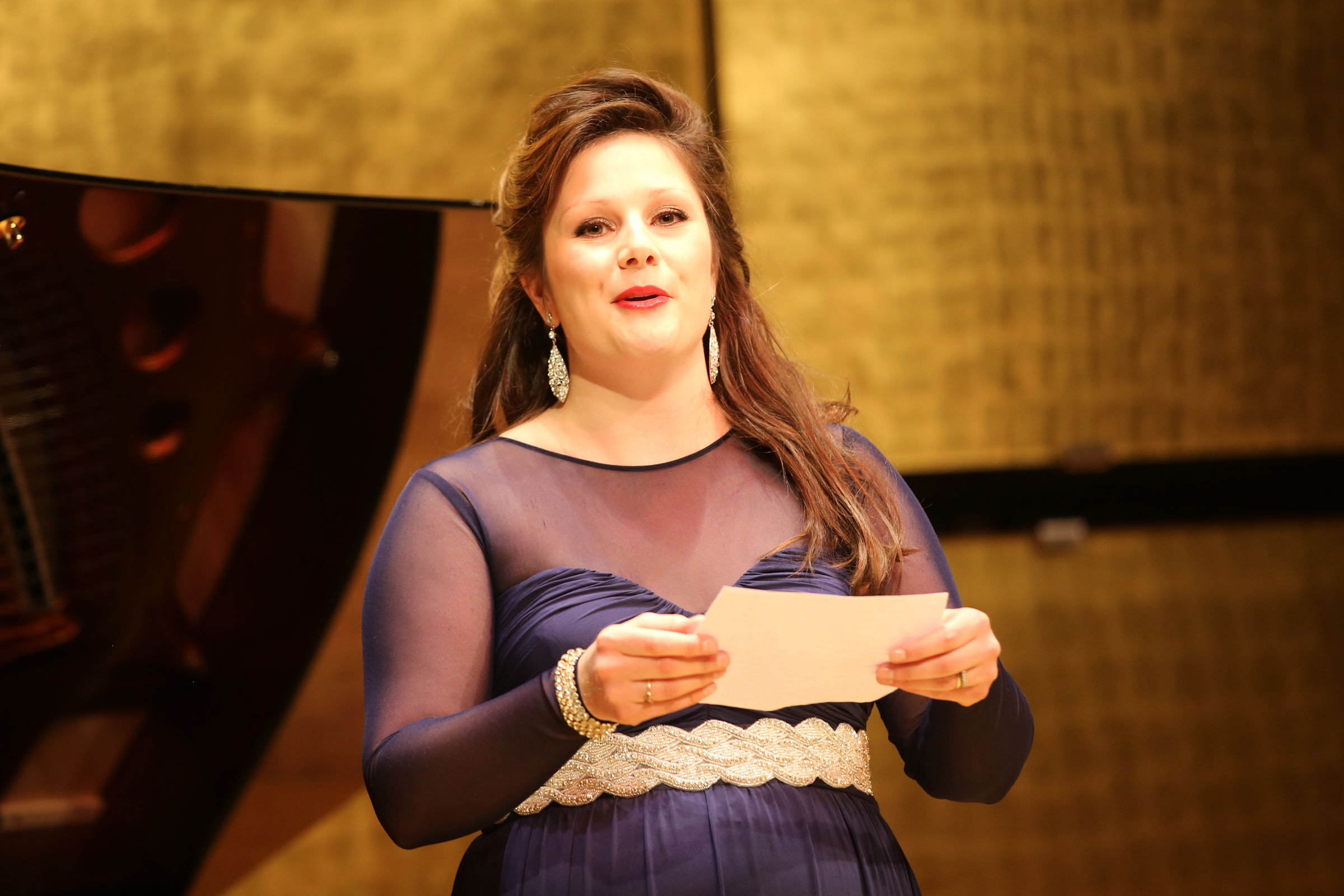
2015 – 2. Preis: Ruth Jenkins-Robertsson, Sopran (Großbritannien)
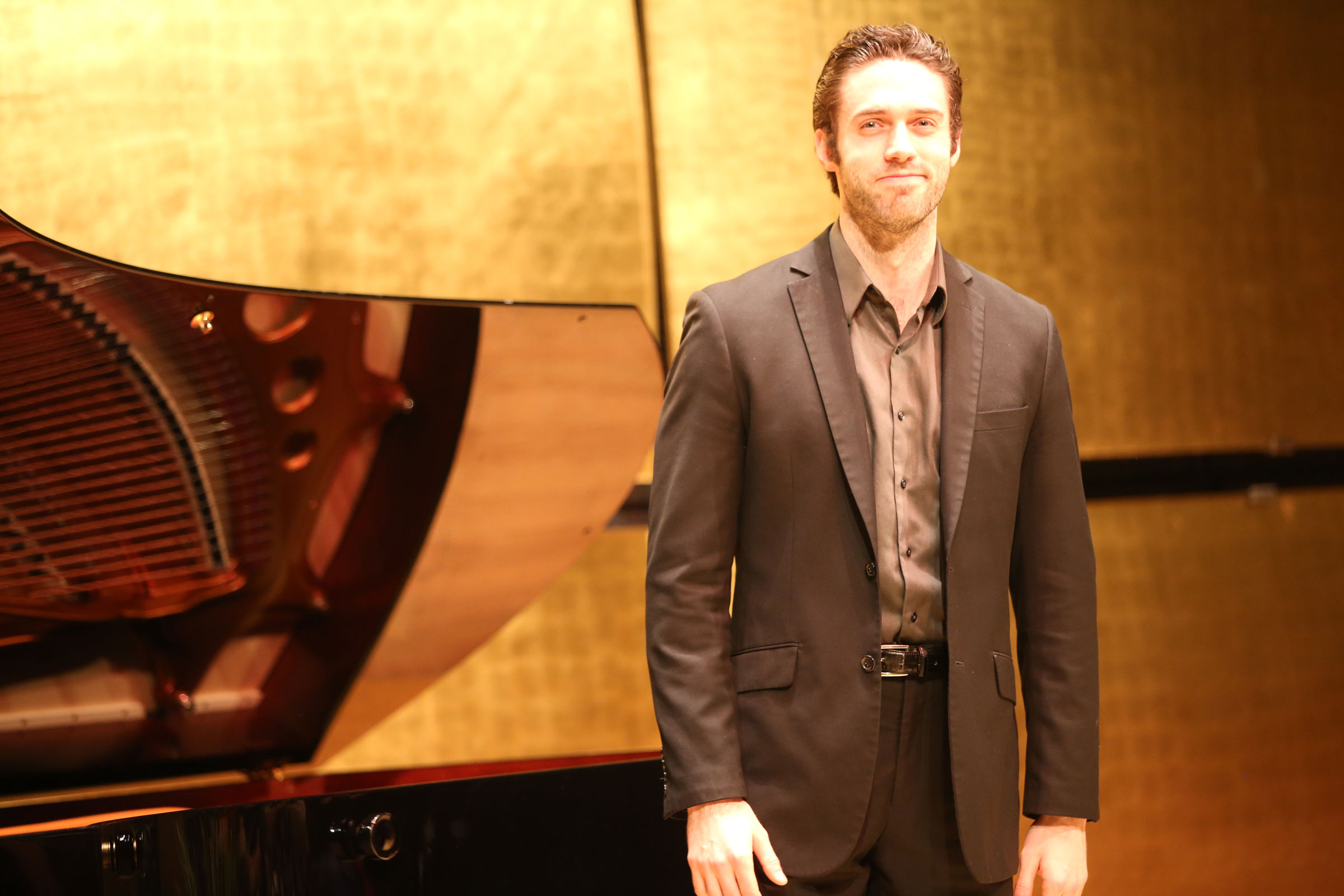
2015 – 3. Preis: Tobias Greenhalgh, Bariton (USA)
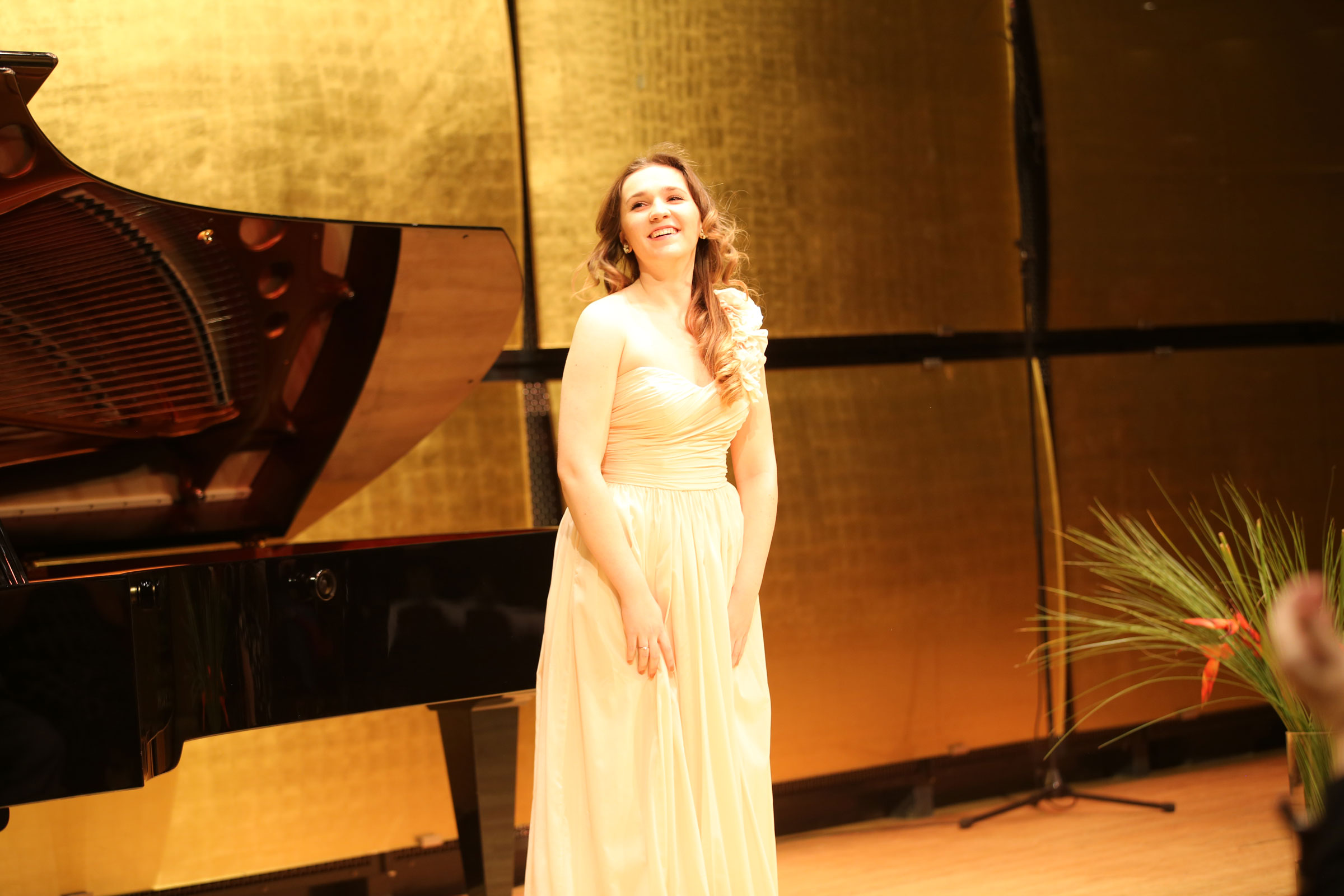
2015 – 3. Preis: Tamara Ivanis, Sopran (Kroatien)

- 2017:
  - 1. Preis: Monica Dewey
  - 2. Preis: Dariusz Perczak
  - 3. Preis: Jerica Steklasa, Alice Rossi[15]
- 2019:
  - 1. Preis: Anna Nekhames
  - 2. Preis: Andromahi Raptis, Josipa Bainac
  - Preis der Sponsoren und Donatoren: Josipa Bainac
  - Sonderpreis der Gottlob Frick Gesellschaft: Josipa Bainac
  - Perry Nelson Sonderpreis für einen Bariton: Pete Thanapat
  - Sonderpreis der mdw und MUK: Lada Bockova
  - Sonderpreis Dr. Lore Mayer: Lalit Worathepnitinan
  - Sonderpreis Festival der jungen Stimmen / Internationale Opernwerkstatt: Shiki Inoue